# Arnold Mostowicz

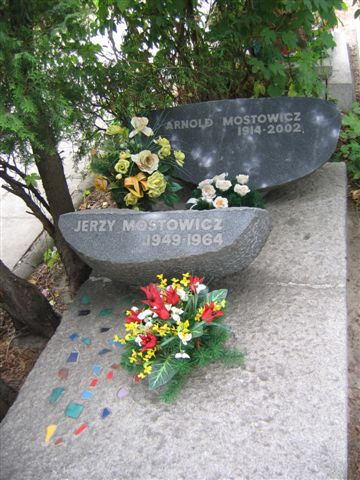
Nagrobek Arnolda Mostowicza na Cmentarzu Wojskowym na Powązkach w Warszawie, 30 lipca 2006

Arnold Mostowicz (ur. 6 kwietnia 1914 w Łodzi jako Arnold Moszkowicz, zm. 3 lutego 2002 w Warszawie) – polski pisarz, dziennikarz, tłumacz, lekarz i popularyzator nauki.

## Życiorys
Urodził się w Łodzi w rodzinie żydowskiej jako syn Ignacego (Icka) Moszkowicza i Estery z domu Goldstein. W latach 1932–1939 studiował medycynę w Tuluzie. Powrócił do Polski na krótko przed wybuchem II wojny światowej.
W trakcie oblężenia Warszawy pracował w Szpitalu Dzieciątka Jezus. Po zdobyciu stolicy przez wojska niemieckie, w październiku 1939 roku wrócił do Łodzi, gdzie został przesiedlony do łódzkiego getta. Tam przez 4 lata pracował jako lekarz w szpitalu zakaźnym i w pogotowiu. Po likwidacji getta zesłany do niemieckiego obozu koncentracyjnego Auschwitz, a stamtąd do innych obozów, filii obozu Gross-Rosen (Rogoźnica): w Bad Warmbrunn, w końcu Dörnhau. Chory na gruźlicę, doczekał wyzwolenia obozu.
Po wojnie mieszkał krótko z żoną w Mieroszowie i był ordynatorem miejscowego szpitala. Krótko potem porzucił jednak medycynę i zajął się dziennikarstwem. Był zastępcą redaktora naczelnego wrocławskiej „Trybuny Dolnośląskiej”, organizatorem prasy poznańskiej i „Gazety Krakowskiej”, którą kierował przez 6 lat, a od roku 1955 do 1969 – naczelnym redaktorem warszawskich „Szpilek”. Po usunięciu go ze „Szpilek”, w wyniku antysemickiej kampanii, pracował w miesięczniku „Ty i Ja”, a po zamknięciu pisma przeszedł na emeryturę. Miał już w tym okresie opracowane Antologie Humoru – francuskiego i radzieckiego. W tomie poświęconym humorowi francuskiemu Mostowicz przedstawił 28, dotąd w Polsce na ogół nieznanych, autorów i większość ich utworów sam przetłumaczył.
W latach 70. zajął się pisaniem książek popularnonaukowych (przede wszystkim z zakresu biologii, czego owocem były 3 nagrodzone tomy poświęcone biologii, która „...zmienia człowieka”, „...medycynę”, „...uczy myśleć”) oraz tematyki ufologicznej. W latach 70. i 80. stworzył wraz z Bogusławem Polchem i Alfredem Górnym serię komiksów Bogowie z kosmosu, opartych na hipotezach Ericha von Dänikena, które w owym czasie cieszyły się dużą popularnością w wielu krajach Europy.
Opublikował również pozycje wspomnieniowe poświęcone Łodzi (Łódź, moja zakazana miłość).
Pierwszą książką Arnolda Mostowicza jako pisarza jest wydana w roku 1988 (PIW) Żółta Gwiazda i Czerwony Krzyż – obraz jego gettowych i obozowych wspomnień i refleksji, zaliczony przez krytykę do najcenniejszych literackich dokumentów czasów zagłady.
Wystąpił w filmie dokumentalnym Fotoamator Dariusza Jabłońskiego z 1998 roku opowiadając o swoich przeżyciach w łódzkim getcie. Był również współautorem scenariusza tego filmu. W roku 1995 został prezesem fundacji Monumentum Iudaicum Lodzense, której celem jest opieka nad dziedzictwem łódzkich Żydów. Przez wiele lat pełnił funkcję przewodniczącego Stowarzyszenia Żydów Kombatantów i Poszkodowanych w II Wojnie Światowej. W roku 1998 otrzymał tytuł Honorowego Obywatela Miasta Łodzi.
Arnold Mostowicz został pochowany na Cmentarzu Wojskowym na Powązkach w Warszawie (kwatera GIII-1-20).

## Twórczość
- Ballada o Ślepym Maksie
- Biologia zmienia człowieka
- Biologia zmienia medycynę
- Bogowie z kosmosu, 1978-82 (scenariusz komiksowy wspólnie z Alfredem Górnym)
- Biologia uczy myśleć, Warszawa 1988, ISBN 83-203-2447-5.
- Żółta gwiazda i czerwony krzyż, Warszawa 1988, ISBN 83-06-01729-3.
- My z kosmosu, Warszawa 1984 ISBN 83-03-00699-1.
- O tych co z kosmosu, Warszawa 1987, ISBN 83-03-01592-3.
- Opóźniony zapłon, Kościan 1989, ISBN 83-85072-56-X.
- Zagadka Wielkiej Piramidy, Warszawa 1991, ISBN 83-900083-5-1.
- Spór o synów nieba, Warszawa 1994, ISBN 83-86028-05-X.
- Miłość z wariatem w tle, 1993
- Łódź, moja zakazana miłość, 1999, ISBN 83-86058-42-0, ISBN 978-83-86058-42-6.